# Jacob II van der Borcht
Jacob II van der Borcht (Brussel, ? – aldaar, 1794) was de laatste wever van Brusselse wandtapijten.

## Levensloop
Hij begon in de manufactuur van zijn vader Jan-Frans van der Borcht. Rond 1750 was de stedelijke wandtapijtennijverheid snel bergaf beginnen gaan. Van de vijftien weefstoelen waarover het atelier Van der Borcht in 1762 beschikte, waren er nog acht in gebruik, bediend door twaalf tot achttien werklieden. Toen Daniël IV Leyniers in 1768 overschakelde op kant, bleef Van der Borcht over als enige tapijtweverij in Brussel. Na het overlijden van vader Van der Borcht in 1774 was Jacob ook de enige meester-legwerker ingeschreven in het tapissiersambacht.
Herhaaldelijk vroeg Jacob Van der Borcht overheidssteun om zijn bedrijf in leven te houden. Landvoogd Karel van Lorreinen verleende hem de titel Directeur van de Manufactuur van de Zuidelijke Nederlanden. De Magistraat van Brussel was terughoudender en weigerde in 1777 in te gaan op zijn voorstel om tegen de jaarlijkse som van 308 florijnen vier leerlingen op te leiden. Volgens de magistraat was het niet mogelijk de kwijnende industrie te herstellen.
Ondertussen produceerde Van der Borcht verder, onder meer de traditionele Tenierstapijten. In 1781-85 vervaardigde hij vier wandtapijten voor een reeks over het Sacrament van Mirakel naar kartons van Maximiliaan de Hase en Jan de Landtsheer. Deze serie, bestemd voor de Collegiale Sint-Goedele, wordt beschouwd als de laatste die in Brussel van het getouw viel. Toch bleef het atelier bestaan tot Van der Borchts dood in 1794.
Zijn fonds werd door zijn nabestaanden verkocht en kwam terecht in het paleis van koning Jérôme Bonaparte in Kassel, waar de wandkleden teloorgingen in een brand. Met de sluiting kwam een einde aan de eeuwenlange traditie van het Vlaamse wandtapijt, tot Alexandre en Henri Braquenié de industrie nieuw leven inbliezen te Ingelmunster in 1857.